# بیمارستان فرهیختگان
بیمارستان فرهیختگان یکی از بزرگ‌ترین و مجهزترین بیمارستان‌های شمال غرب تهران و با مالکیت دانشگاه آزاد اسلامی می‌باشد. این بیمارستان در تهران، انتهای بزرگراه شهید ستاریِ شمال، ضلع شمال غربی میدان دانشگاه (حصارک)، بلوار شهدای حصارک قرار دارد.

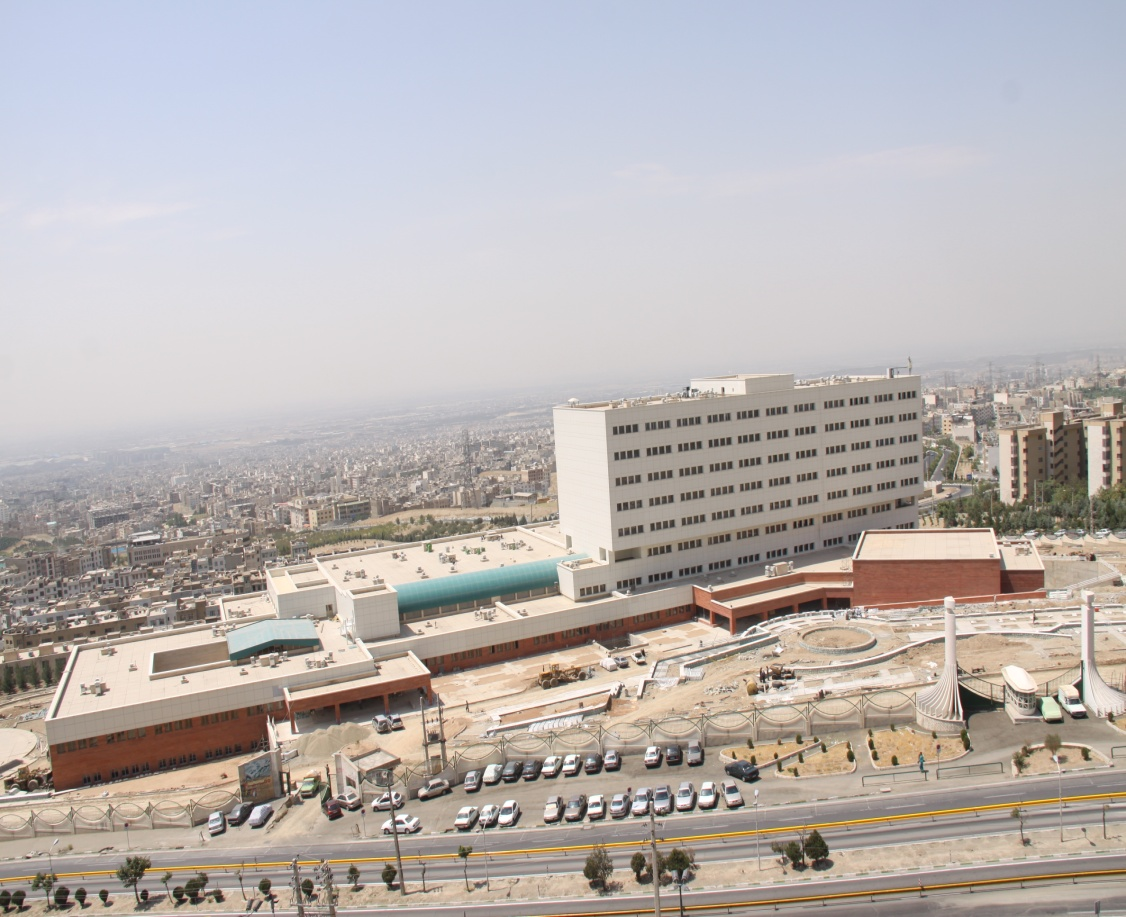
بیمارستان فرهیختگان

## تاریخچه
در فاز اول افتتاح بیمارستان فرهیختگان، ۱۰۰ تخت برای ۴ بخش داخلی، جراحی، اطفال و زنان آماده‌سازی شد. افتتاح بیمارستان در ۴ بخش عمومی آغاز شد و بخش‌هایی که افتتاح شد شامل بخش داخلی، جراحی عمومی، زنان، اطفال، آی سی یو، سی سی یو، آزمایشگاه، اورژانس و داروخانه بود؛ و در فازهای بعدی این بیمارستان با ۲۰۰ تخت راه‌اندازی شده‌است؛ و فاز ۲ آن در مجموع به ۳۲۰ تخت خواهد رسید، که در سال ۱۳۹۸ هجری‌خورشیدی به بهره‌برداری رسید.

## بخش‌های بیمارستان فرهیختگان
در بیمارستان فرهیختگان بخش اورژانس فعال است و سرویس خدماتی و درمانی ارائه می‌شود. بخش داخلی و بخش جراحی، زنان و زایمان، اطفال، اتاق عمل، آی‌سی‌یو، ان‌آی‌سی. یو، رادیولوژی، اورژانس، دیالیز، آزمایشگاه‌های تخصصی و بخش‌های پاراکلینیکی از مهم‌ترین بخش‌های موجود در بیمارستان فرهیختگان است.